# Piper elatostema
Piper elatostema är en pepparväxtart som beskrevs av Hallier f.. Piper elatostema ingår i släktet Piper och familjen pepparväxter. Inga underarter finns listade i Catalogue of Life.